# Takehide Nakatani

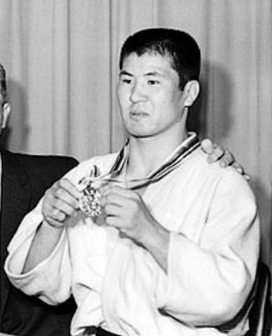
Takehide Nakatani 1964

Takehide Nakatani (jap. 中谷雄英, Nakatani, Takehide; * 9. Juli 1941 in Hiroshima) ist ein ehemaliger japanischer Judoka. Er war der erste Judoolympiasieger.

## Karriere
Die olympische Premiere des Judosports fand im Rahmen der Olympischen Spiele 1964 in Tokio statt. Vom 20. Oktober bis zum 23. Oktober wurden Wettbewerbe in drei Gewichtsklassen und in der offenen Klasse ausgetragen. Am 20. Oktober wurde als erster Wettbewerb die Entscheidung im Leichtgewicht angeboten, der Gewichtsklasse bis 68 Kilogramm. In der Vorrunde besiegte der 1,65 m große Nakatani den Thailänder Udom Rasmelungon und den Briten Brian Jacks. Die acht Sieger der Vorrundengruppen trugen dann ein Turnier mit Viertelfinale, Halbfinale und Finale aus. Nakatani besiegte im Viertelfinale Paul Maruyama aus den Vereinigten Staaten in 28 Sekunden. Im Halbfinale bezwang er nach 4:25 Minuten Oleg Stepanow aus der Sowjetunion. Im Finale gegen den Schweizer Eric Hänni benötigte Nakatani 1:15 Minuten zum ersten Judo-Olympiasieg.
1966 gewann Nakatani bei den Japanischen Judo-Meisterschaften in der Gewichtsklasse bis 80 Kilogramm. 1967 trat Nakatani bei den Weltmeisterschaften in Salt Lake City in der Gewichtsklasse bis 70 Kilogramm an und gewann eine Bronzemedaille.